# Freden i Baden (1714)
Freden i Baden var en fred som avslutade den formella krigföringen mellan Frankrike och det Tysk-romerska riket, vilka hade legat i krig sedan början av Spanska tronföljdskriget. Den undertecknades den 7 september 1714 i Baden och kompletterade frederna i Utrecht och Rastatt. Under fredsförhandlingarna företräddes Frankrike av marskalken Claude Louis Hector de Villars och det Tysk-romerska riket företräddes av Eugen av Savojen. Genom freden i Rastatt accepterade Karl VI freden i Utrechts villkor för den Habsburgska monarkins vägnar.
I Baden-fördraget fastställdes villkoren för fred mellan Frankrike och det heliga romerska riket vilket därmed satte stopp för den sista av de många konflikterna inom Spanska tronföljdskriget. Detaljerna i fredsförhandlingarna i Baden skrevs senare ner av ögonvittnet Kaspar Joseph Dorer (1673-1754) och publicerades i verket "Friedens-Diarium".
Freden var det första internationella avtalet som undertecknades på schweiziskt territorium. Under fredsförhandlingarna ingick också en hemlig överenskommelse om att bilda en katolsk union skulle ingripa till förmån för de katolska kantonerna som besegrades i närliggande Villmergen i Toggenburgkriget två år tidigare. Freden i Baden var i stort sett identisk med freden i Rastatt och bekräftade villkoren i denna. Villkoren innebar bland annat att Österrike av Spanien erhöll de spanska territorierna i Italien bestående av Neapel, Milano, Sardinien samt Spanska Nederländerna, att Frankrike avstod Freiburg im Breisgau och ett antal områden längs floden Rhens östra gränser till Österrike men att Frankrike hade rätt att behålla Landau in der Pfalz.